# Al sugo
Al sugo – określenie z dziedziny sztuki kulinarnej oznaczające różne potrawy w dowolnym sosie. Wywodzi się z kuchni włoskiej.
Określenie al sugo może się odnosić np. do sposobu wykonania bądź podania dań głównych, m.in. pulpetów (wł. polpette al sugo) i spaghetti, ale także do przystawek bądź przekąsek, jak np. sałata z sosem z tuńczyka (insalata al sugo di tonno) czy tagliatelle w sosie z gorgonzoli (tagliatelle al sugo di gorgonzola).